# Lieutenant Pigeon
I Lieutenant Pigeon erano un gruppo musicale di musica popolare e demenziale originario di Coventry (Inghilterra), attivo durante gli anni '70.

## Carriera
I Lieutenant Pigeon erano un gruppo popolare nei primi anni settanta, fondato da Robert Woodward come spin-off di una band di musica sperimentale chiamata Stavey Makepeace. Il suono dei Pigeon era dominato da un pesante ragtime di pianoforte suonato dalla madre di Woodward, Hilda.
Il gruppo realizzò due hit: la prima fu Mouldy Old Dough, scritta da Robert Woodward e dal collega Nigel Fletcher, che salì al primo posto nel 1972, seguita da Desperate Den (diciassettesimo posto nel 1973). Tutte e due le canzoni erano largamente strumentali, con il titolo che forniva praticamente l'unico verso.
Il 28 dicembre 1972 i Lieutenant Pigeon si esibirono a Top of the Pops cantando Mouldy Old Dough.
Nell'autunno del 1974 hanno ottenuto successo con la cover della canzone I'll Take You Home Again, Kathleen.
I Lieutenant Pigeon si scolsero nel 1978. Hilda Woodward morì il 22 febbraio 1999.

## Membri
- Robert Woodward - chitarra, tastiera, zufolo
- Hilda Woodward - pianoforte
- Stephen Johnson - chitarra basso, zufolo
- Nigle Fletcher - batteria

## Discografia

### Singoli
- 1972: Mouldy Old Dough
- 1972: Desperate Dan
- 1973: Oxford Bags
- 1974: I'll Take You Home Again, Kathleen
- 1975: The Blue Danube
- 1975: Rockabilly Hot Pot
- 1976: Goodbye
- 1976: Grandfather's Clock
- 1977: Spangles
- 1978: Disco Bells
- 1978: Bye Bye Blackbird
- 1981: Bobbing Up and Down Like This

### Album
- 1973: Mouldy Old Music
- 1973: Pigeon Pie
- 1974: Pigeon Party

### Raccolte
- 1974: I'll Take You Home Again, Kathleen
- 1998: Mouldy Old Dough
- 2001: The Best of Lieutenant Pigeon